# Anton Pean
Anton Pean (Tivat, 1933. - Tivat, 2004.),
  crnogorski slikar iz Tivta, hrvatske nacionalnosti. Jedan je od prvih školovanih slikara u Tivtu. Radio kao knjižničar i likovni pedagog. Sebi je nadjenuo naziv pikolo pituro.

## Životopis
Rođen u Tivtu. U Herceeg Novome je završio Umjetničku školu 1955.godine. Od tada slika slike na kojima su sredozemni motivi u kompozicijama - krajobrzaima, portretima ribara, uvala, marina. Kao likovni pedagog svoje iskustvo i znanje prenosio je na mlađe naraštaje generacije u školama u Radovićima i Tivtu gdje je živio i radio.
S njime je počeo razvoj likovne baštine Tivta. Izlagao je samostalno u Tivtu i Kotoru, a kolektivno u gradovima po Crnoj Gori i u Srbiji u Beogradu. Velika mu je želja bila izlagati u Zagrebu. Likovna kritika ga je zaobišla čemu su pridonijele izložbe njegovih djela koje nikada nisu praćene adekvatnim katalogom. Ipak, rad mu je pratio profesor književnosti Neven Staničić. Staničić je Peanov rad opisao kao karakteristični rukopis koji ga je doveo do „gaudijevskih likovnih poetika“. Djela mu karakteriziraju vijugave crte, dominantno plavi kolorit, odabir motiva doveli su ga do likovne prepoznatljivosti. Stalni motivi bili su mu motivima kamene primorske kuće, krtoljska sela, trabakule, ribari, mreže, školjke, kokoti, galebi i masline. Likovni opus mu je bio bogat. U mjesnom bivšem ugostiteljskom objektu bila je i mala galerija gdje su se često mogle vidjeti njegove slike. Godine 1999. dobio je Novembarsku nagradu, tada najveće priznanje koje Skupština Općine Tivat dodjeljuje svake pete godine.